# Robert Fludd
Robert Fludd, també conegut com a Robertus de Fluctibus (17 de gener de 1574 – 8 de setembre de 1637), va ser un important metge anglès seguidor de Paracels. Va ser astròleg, matemàtic, cosmòleg, cabalista hermètic i apologista de la Rosa-Creu.
Fludd va bescanviar punt de vista amb Johannes Kepler respecte al mètode científic i l'hermetisme.

## Biografia
Nasqué a Milgate House, Bearsted, Kent, fill de Sir Thomas Fludd i membre del Parlament anglès. Assistí al St John's College, Oxford el 1591, i es graduà en B.A. el 1597 i en M.A. el 1598.
Entre 1598 i 1604, Fludd estudià medicina, química i hermetisme al continent europeu.
A la tornada a Anglaterra, Fludd es graduà, el 1605 com doctor en medicina. Fludd va ser un dels primers a donar suport per escrits publicats a la teoria de la circulació de la sang de William Harvey a qui potser va influir.
Fludd morí a Londres.

## Obres controvertides

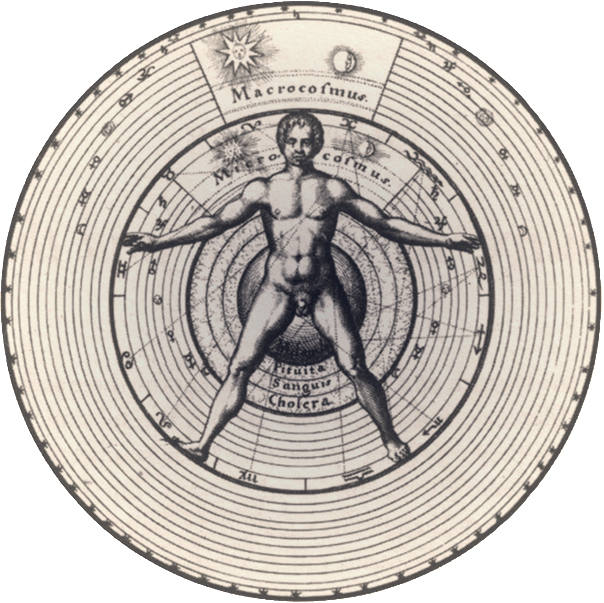
Il·lustració de Fludd del microcosmos i el macroscosmos

Els escrits de Fludd són principalment controvertits. Va defensar els Rosicrucians contra Andreas Libavius, va debatre amb Kepler, argumentà contra filòsofs francesos incloent Gassendi i discutí sobre la pols de la simpatia (màgia simpàtica).

## Cosmologia i altres treballs

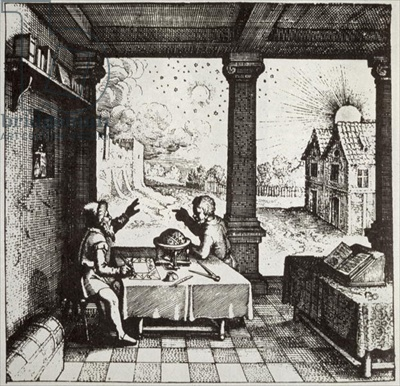
'Un astròleg i l'horòscop' de l'obra de Robert Fludd Utriusque Cosmi Historia, 1617

La filosofia de Fludd es troba a Utriusque Cosmi, Maioris scilicet et Minoris, metaphysica, physica, atque technica Historia (La història metafísica, física i tècnica dels dos mons, anomenats el més gran i el menor, publicat a Alemanya entre 1617 i 1621); segons Frances Yates, el seu sistema de memòria (el qual descriu detalladament a The Art of Memory, pp. 321–341) podria estar reflectit en el Globe Theatre de Shakespeare (The Art of Memory, Chapter XVI).
El 1618, Fludd va escriure De Musica Mundana la qual descriu les teories musicals inclosa la mundana monocorde.
El 1630, Fludd proposà moltes màquines de moviment perpetu. La màquina de Fludd funcionava per recisrculació a través de la roda hidràulica i el cargol d'Arquimedes. L'aparell bombava aigua de tornada en el seu dipòsit
Els seus trebals principals són:

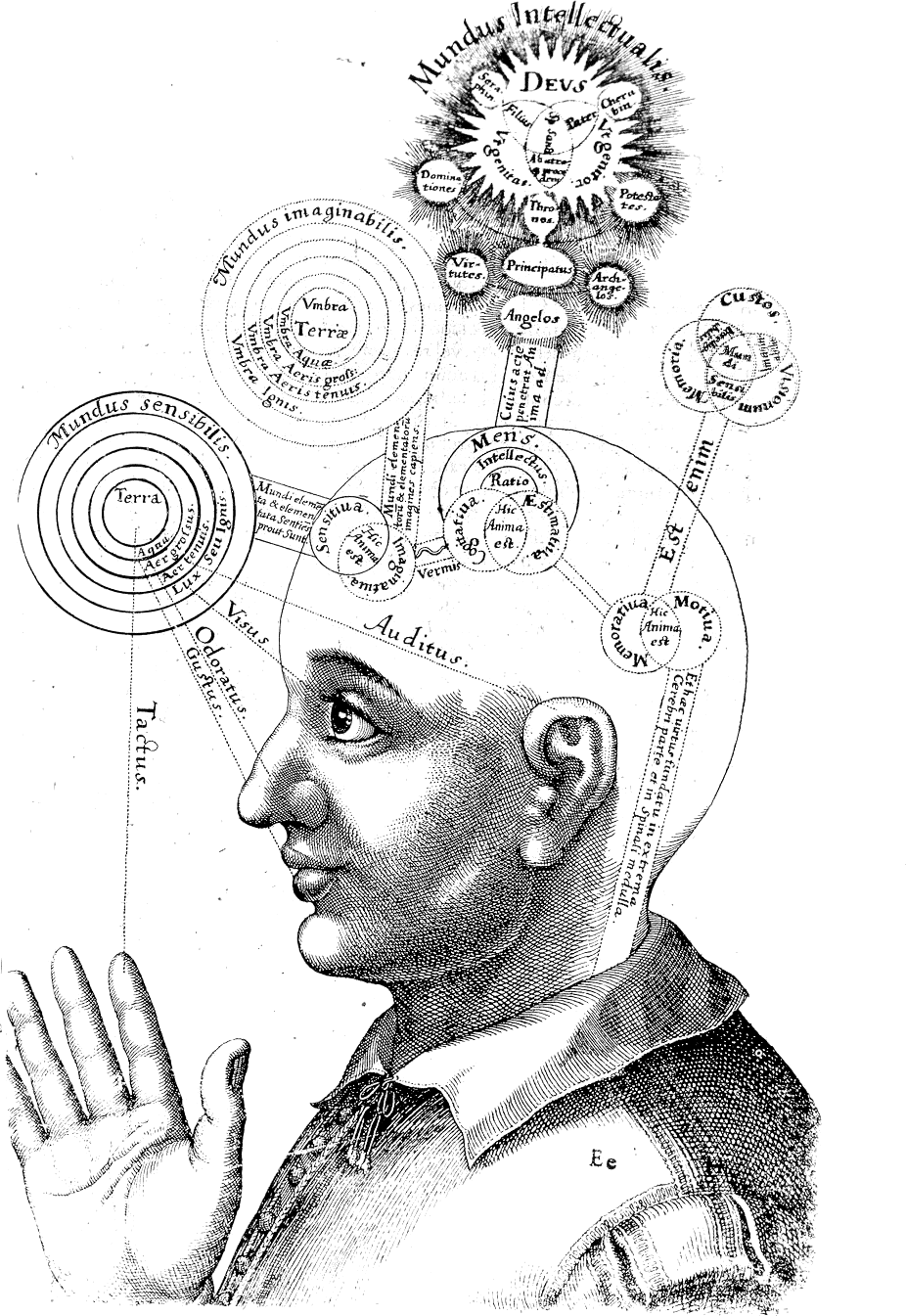
Diagrama de macrocosmos i microcosmos.

- Utriusque Cosmi … metaphysica, physica atque technica Historia, &c., Oppenheim and Frankfort, 1617–24.
- Philosophia Sacra et vere Christiana, &c., Frankfort, 1626;
- Medicina Catholica, &c., Frankfort, 1629–31,

Pòstums són:
- Philosophia Moysaica, &c., Gouda, 1638;
- Religio Exculpata, &c. [Ratisbon], 1684 (Autore Alitophilo Religionis fluctibus dudum immerso, tandem … emerso;).
- Tractatus de Geomantia, &c. (4 volums), inclòs en Fasciculus Geomanticus, &c., Verona, 1687.

Un manuscrit no publicat encapçalat per una Declaratio breuis, &c., es troba a Royal manuscripts, British Library, 12 C. ii. Fludd's Opera 1638; un apèndix és Clavis Philosophiæ et Alchimiæ Fluddanæ, Frankfort, 1633.